# Barbara Lagoa
Barbara Lagoa est une avocate et juriste américaine née le 2 novembre 1967 à Miami en Floride. Elle est juge fédérale à la Cour d'appel des États-Unis pour le onzième circuit. 
Elle est la première femme hispanique à avoir été nommée à la Cour suprême de Floride en janvier 2019.

## Biographie

### Jeunesse et études
Barbara Lagoa est née le 2 novembre 1967 à Miami dans une famille d'immigrés cubains fuyant le régime de Fidel Castro. Elle grandit à Hialeah, ville populaire de l'aire métropolitaine de Miami. Elle obtient un baccalauréat universitaire en art à l'université de Floride en 1989, puis un doctorat en droit à l'université Columbia à New York en 1992.

### Carrière
Barbara Lagoa commence sa carrière dans les domaines du civil et du pénal. Elle exerce au sein du cabinet Greenberg Traurig, travaillant sur les cas de litiges commerciaux généraux et complexes. 
En 2000, elle participe gratuitement à la défense de la famille américaine d'Elian Gonzalez, un enfant cubain de cinq ans rescapé d'une embarcation de fortune et récupéré en mer par les garde-côtes américains en novembre 1999,. Adopté par son oncle de Miami à la suite de la mort de sa mère dans le naufrage, il est réclamé par son père resté à Cuba. L'affaire, devient un bras de fer entre Washington et La Havane. L'enfant retourne à Cuba, accueilli comme un héros. Pour Jorge Duany, directeur de l'institut de recherche cubaine et professeur à l'université internationale de Floride, « l'affaire a été très suivie à Miami et je suis sûr que [Barbara Lagoa] y a gagné le soutien de nombreux hommes politiques, ici à Little Havana ».
En juin 2006, le gouverneur Jeb Bush la nomme à la Cour d'appel du troisième district de Miami. Le 9 janvier 2019, nommée par le gouverneur républicain Ron DeSantis, elle devient la première hispanique et première Cubano-Américaine juge à la Cour suprême de Floride,. 
La même année, Donald Trump la nomme juge fédérale à la Cour d'appel des États-Unis pour le onzième circuit à Atlanta. 
En septembre 2020, elle est pressentie pour succéder à la progressiste Ruth Bader Ginsburg à la Cour suprême des États-Unis mais c'est Amy Coney Barrett qui est retenue,.  
Elle est considérée comme conservatrice et anti-avortement.